# Luca Waldschmidt
Gian-Luca Waldschmidt (Siegen, 19 de maio de 1996) é um futebolista alemão que atua como atacante. Atualmente, defende o Köln.

## Carreira
Waldschmidt começou a carreira no Eintracht Frankfurt, em 2014. Jogou apenas 2 partidas como profissional pelas Águias, com um gol marcado.
Contratado pelo Hamburgo em 2016, estreou pelo novo clube na derrota por 4–0 para o RB Leipzig, substituindo Bobby Wood. Nos Dinossauros, o atacante marcou dois gols - o primeiro foi na Copa da Alemanha, contra o Hallescher. O segundo foi especial para Waldschmidt: apenas dois minutos depois de entrar em campo, marcou o terceiro gol no jogo contra o VfL Wolfsburg, para dar esperanças ao time na luta contra o rebaixamento para a Segunda Divisão Alemã.
A 14 de agosto de 2020, Waldschmidt foi confirmado no Benfica, assinando por cinco épocas.
A 22 de agosto de 2021, Waldschmidt foi confirmado no Wolfsburgo.[carece de fontes?]

## Títulos
1. FC Köln
- 2. Bundesliga: 2024–25

### Prêmios individuais
- Equipe do torneio do Campeonato Europeu Sub-21 de 2019[5]

### Artilharias
- Campeonato Europeu Sub-21 de 2019 (7 gols)